# 小行星8286
小行星8286（英語：8286 Kouji）是一颗围绕太阳公转的小行星。1992年3月8日，圓舘金、渡邊和郎在北见发现了此天体。
这颗小行星的绝对星等为282.61985等。